# Priblja vas
Priblja vas (nemško Pribelsdorf) je naselje v Občini Dobrla vas v Okraju Velikovec na Koroškem v Avstriji.